# Klinkrade
Klinkrade er en kommune i det nordlige Tyskland, beliggende i Amt Sandesneben-Nusse i den nordvestlige del af Kreis Herzogtum Lauenburg. Kreis Herzogtum Lauenburg ligger i delstaten Slesvig-Holsten.

## Geografi
Klinkrade ligger omkring 14 kilometer sydøst for Bad Oldesloe, 17 kilometer sydvest for Lübeck og cirka 13 kilometer vest for Ratzeburg.